# راسموس نيلسن (لاعب إسكواش)
راسموس نيلسن (بالدنماركية: Rasmus Nielsen)‏ هو لاعب إسكواش دنماركي، ولد في 28 فبراير 1983 في Sønderborg ‏ في الدنمارك.

## وصلات خارجية
- راسموس نيلسن على موقع SquashInfo.com (الإنجليزية)